# Megumi Kamionobe
Megumi Kamionobe (上尾野辺めぐみ, Kamionobe Megumi), née le 15 mars 1986 dans la Préfecture de Kanagawa, est une footballeuse internationale japonaise évoluant au poste de milieu de terrain. Elle compte 31 sélections en équipe nationale du Japon.

## Biographie

### Carrière en club
Depuis 2006 elle évolue en club à l'Albirex Niigata.
https://globalsportsarchive.com/people/soccer/megumi-kamionobe/291467/

### Carrière internationale
Megumi Kamionobe fait partie du groupe vainqueur de la Coupe du monde de football féminin 2011, remportée en finale face aux États-Unis ; elle joue les dernières minutes de la demi-finale contre la Suède.
Elle est sélectionnée réserviste de l'équipe du Japon de football féminin pour le Tournoi féminin de football aux Jeux olympiques d'été de 2012.

## Statistiques

### Détails en club
| Saison                | Club                  | Championnat           | Championnat | Championnat | Coupe nationale | Coupe nationale | Coupe de la Ligue | Coupe de la Ligue | Compétition(s) continentale(s) | Compétition(s) continentale(s) | Compétition(s) continentale(s) | Total | Total |
| Saison                | Club                  | Division              | M.          | B.          | M.              | B.              | M.                | B.                | Comp.                          | M.                             | B.                             | M.    | B.    |
| 2006                  | Albirex Niigata       | Nadeshiko League 2    | 21          | 17          | 1               | 0               | -                 | -                 | -                              | -                              | -                              | 22    | 17    |
| 2007                  | Albirex Niigata       | Nadeshiko League      | 19          | 1           | 2               | 0               | 3                 | 2                 | -                              | -                              | -                              | 24    | 3     |
| 2008                  | Albirex Niigata       | Nadeshiko League      | 20          | 4           | 2               | 1               | -                 | -                 | -                              | -                              | -                              | 22    | 5     |
| 2009                  | Albirex Niigata       | Nadeshiko League      | 21          | 2           | 2               | 0               | -                 | -                 | -                              | -                              | -                              | 23    | 2     |
| 2010                  | Albirex Niigata       | Nadeshiko League      | 18          | 7           | 3               | 1               | 4                 | 0                 | -                              | -                              | -                              | 25    | 8     |
| 2011                  | Albirex Niigata       | Nadeshiko League      | 16          | 9           | 4               | 0               | -                 | -                 | -                              | -                              | -                              | 20    | 9     |
| 2012                  | Albirex Niigata       | Nadeshiko League      | 16          | 6           | 1               | 0               | 5                 | 1                 | -                              | -                              | -                              | 22    | 7     |
| 2013                  | Albirex Niigata       | Nadeshiko League      | 18          | 6           | 4               | 2               | 8                 | 0                 | -                              | -                              | -                              | 30    | 8     |
| 2014                  | Albirex Niigata       | Nadeshiko League      | 28          | 6           | 2               | 0               | -                 | -                 | -                              | -                              | -                              | 30    | 6     |
| 2015                  | Albirex Niigata       | Nadeshiko League      | 22          | 8           | 5               | 1               | -                 | -                 | -                              | -                              | -                              | 27    | 9     |
| 2016                  | Albirex Niigata       | Nadeshiko League      | 18          | 6           | 5               | 0               | 8                 | 4                 | -                              | -                              | -                              | 31    | 10    |
| 2017                  | Albirex Niigata       | Nadeshiko League      | 18          | 2           | 3               | 1               | 8                 | 1                 | -                              | -                              | -                              | 29    | 4     |
| 2018                  | Albirex Niigata       | Nadeshiko League      | 18          | 3           | 3               | 0               | 8                 | 1                 | -                              | -                              | -                              | 29    | 4     |
| 2019                  | Albirex Niigata       | Nadeshiko League      | 17          | 7           | 2               | 3               | 6                 | 5                 | -                              | -                              | -                              | 25    | 15    |
| 2020                  | Albirex Niigata       | Nadeshiko League      | 17          | 1           | 4               | 2               | -                 | -                 | -                              | -                              | -                              | 21    | 3     |
| 2021-2022             | Albirex Niigata       | Nadeshiko League      | 19          | 0           | 2               | 0               | -                 | -                 | -                              | -                              | -                              | 21    | 0     |
| 2022-2023             | Albirex Niigata       | Nadeshiko League      | 19          | 2           | 3               | 0               | 5                 | 0                 | -                              | -                              | -                              | 27    | 2     |
| 2023-2024             | Albirex Niigata       | Nadeshiko League      | 22          | 0           | 2               | 0               | 6                 | 0                 | -                              | -                              | -                              | 30    | 0     |
| 2024-2025             | Albirex Niigata       | Nadeshiko League      | 10          | 0           | 3               | 0               | 5                 | 0                 | -                              | -                              | -                              | 18    | 0     |
| Sous-total            | Sous-total            | Sous-total            | 357         | 87          | 53              | 11              | 66                | 14                | -                              | -                              | -                              | 476   | 112   |
| Total sur la carrière | Total sur la carrière | Total sur la carrière | 357         | 87          | 53              | 11              | 66                | 14                | -                              | -                              | -                              | 476   | 112   |

## Palmarès

### En sélection nationale
- Vainqueur de la Coupe du monde de football féminin 2011